# Amets Txurruka
Amets Txurruka Ansola, né le 10 novembre 1982 à Etxebarria au Pays basque, est un coureur cycliste espagnol. Professionnel de 2006 à 2016, il a remporté le Tour des Asturies en 2013, le Tour du Gévaudan Languedoc-Roussillon en 2014, et le Prix de la combativité du Tour de France 2007.

## Biographie
Il vit en couple et a une enfant.
Sa carrière professionnelle commence en 2006 chez Barloworld. Comme il le dit lui-même, « son rêve devenait réalité. Son passe-temps devenait son métier » (una afición pasó a ser un oficio). Pour sa première participation au Tour de France, il termine 23e en 2007, 3e meilleur jeune et, surtout, il est élu le coureur le plus combatif de ce Tour.
En 2010, sa saison est marquée par les blessures. Tout d'abord, il se fracture la clavicule droite lors du Tour du Pays basque. En juillet, il est contraint à l'abandon lors du Tour de France à cause d'une chute lors de la 4e étape où il se fracture de nouveau la même clavicule. Il arrive cependant à terminer l'étape mais ne repart pas le lendemain.
En 2012, Txurruka abandonne à nouveau le Tour de France en raison d'une chute survenue au cours de la 6e étape. Il se fracture alors une clavicule et quitte la course au terme de cette étape. En fin de saison, son contrat n'est pas renouvelé par Igor González de Galdeano, manager de l'équipe, parce qu'il n'apporte pas de points UCI permettant à son équipe de se maintenir dans le World Tour.
Pour la saison 2013, Txurruka s'engage avec la formation Équipe cycliste Caja Rural-Seguros RGA, Équipe continentale professionnelle. Le 11 mai 2013, il remporte la première victoire de sa carrière en solitaire lors de la première étape du Tour des Asturies, gagnant le classement général de l'épreuve le lendemain. Plus tôt dans la saison, il avait remporté les classements du meilleur sprinteur et de la montagne du Tour du Pays basque.
En 2014,  il se classe 48e du Tour d'Espagne puis remporte le classement général du Tour du Gévaudan Languedoc-Roussillon devant le coureur belge Thomas Degand et le Français Alexis Vuillermoz.
En 2015 il gagne la quatrième étape du Tour de Norvège, la deuxième du Tour de Beauce, il termine aussi deuxième du Tour des Asturies et troisième de la Classique d'Ordizia. En fin de saison, il est engagé par la formation australienne Orica-GreenEDGE.
Recruté pour apporter ses compétences et son expérience au profit des leaders de l'équipe, il signe pour un an renouvelable. Txurruka n'est pas conservé par la formation australienne à l'issue de la saison. Bien que satisfaite de son travail et de son attitude, la direction, devant la trajectoire ascendante de l'équipe, décide de miser sur d'autres coureurs. Amets se dit déçu de n'avoir pas eu la possibilité de montrer son véritable visage, lors d'une seconde saison, reconnaissant avoir été en dessous de son niveau durant l'année. En novembre (2016), toujours sans contrat, il a, toutefois, l'intention de poursuivre sa carrière cycliste. Âgé de trente-quatre ans, son talent et son expérience, forgée au cours de onze ans de professionnalisme et de seize grands tours disputés, peuvent être utile à n'importe quelle équipe, surtout à de jeunes coéquipiers.
Au mois de mai 2017, il annonce mettre un terme à sa carrière de coureur professionnel, en l'absence de propositions de contrat ; quelques petits problèmes de santé le confortant dans cette résolution.

## Palmarès

### Palmarès sur route
- 2005
  - Prueba San Juan
- 2007
  -  Prix de la combativité du Tour de France
- 2013
  - Tour des Asturies :
    - Classement général
    - 1re étape
- 2014
  - Classement général du Tour du Gévaudan Languedoc-Roussillon
- 2015
  - 4e étape du Tour de Norvège
  - 2e étape du Tour de Beauce
  - 2e du Tour des Asturies
  - 3e de la Classique d'Ordizia

### Résultats sur les grands tours

#### Tour de France
6 participations
- 2007 : 23e et  super combatif
- 2008 : 52e
- 2009 : hors-délais (19e étape)
- 2010 : non-partant (5e étape)
- 2011 : abandon (9e étape)
- 2012 : non-partant (7e étape)

#### Tour d'Italie
2 participations
- 2012 : 42e
- 2016 : 55e

#### Tour d'Espagne
8 participations
- 2008 : 45e
- 2009 : 29e
- 2010 : 31e
- 2011 : 30e
- 2012 : 30e
- 2013 : 25e
- 2014 : 48e
- 2015 : abandon (11e étape)

### Classements mondiaux
| Année                  | 2006 | 2007 | 2008 | 2009 | 2010 | 2011 | 2012 | 2013 | 2014 | 2015 |
| ---------------------- | ---- | ---- | ---- | ---- | ---- | ---- | ---- | ---- | ---- | ---- |
| Calendrier mondial UCI |      |      |      | 165e |      |      |      |      |      |      |
| UCI America Tour       |      |      |      |      |      |      |      |      |      | 87e  |
| UCI Europe Tour        | 273e |      |      |      |      |      |      | 77e  | 100e | 34e  |